# Capitulation de Strasbourg
La capitulation de Strasbourg est le nom de l'acte par lequel la ville impériale libre de Strasbourg s'est placée sous la protection des rois de France, le 30 septembre 1681.

## Contexte historique
À l’issue de la guerre de Trente Ans en 1648, les traités de Westphalie entrainent le rattachement d'une partie de l’Alsace, les possessions des Habsbourg annexant principalement le sud de la région, à la France. Cependant, au milieu de ces territoires, la République de Mulhouse (Stadtrepublik Mülhausen) conserve son statut de ville indépendante et Strasbourg demeure ville libre impériale. Épargnée par la guerre, la cité-État est néanmoins isolée, financièrement affaiblie, et ne peut plus rien attendre du Saint-Empire vaincu. 

Le 28 septembre 1681, la ville de Strasbourg est assiégée par une armée de 30 000 hommes commandée par le gouverneur d'Alsace Joseph de Montclar et le secrétaire d’État à la Guerre François Michel le Tellier de Louvois, sous le commandement de Louis XIV. Deux jours plus tard, après de rapides négociations, Strasbourg accepte la reddition. Le roi fait alors abattre symboliquement un pan de la fortification de la ville et la cathédrale est rendue aux catholiques.

Par la suite, l'accord de Ratisbonne (1684) stipule, entre autres, que les conquêtes françaises en Alsace, dont Strasbourg, doivent être rétrocédées à l'Empire germanique en 1704. Mais, cet accord est rendu caduc par la guerre de la Ligue d'Augsbourg, qui entraine finalement l'annexion définitive par la France en 1697 par le traité de Ryswick des territoires conquis. L’Alsace, à l'exception de la République de Mulhouse et de l'Alsace bossue, sera alors à partir de 1697 gouvernée par un intendant siégeant à Strasbourg et par le conseil souverain d'Alsace à Colmar.

## Texte intégral
| Article | Projet | Apostilles de Louvois et Montclar |
| ------- | --- | --- |
| 1       | La ville de Strasbourg, à l'exemple de M. l'Evêque de Strasbourg, le comte de Hanau, seigneur de Flekenstein, et de la noblesse de la Basse-Alsace, reconnaît Sa Majesté Très Chrétienne pour son souverain seigneur et protecteur. | Le Roi reçoit la ville et toutes ses dépendances en sa royale protection. |
| 2       | Sa Majesté confirmera tous les anciens privilèges, droits, statuts et coutumes de la ville de Strasbourg, tant ecclésiastiques que politiques, conformément au traité de Westphalie, confirmé par celui de Nimègue. | Accordé. |
| 3       | Sa Majesté laissera le libre exercice de la religion, comme il a été depuis l'année 1624 jusques à présent, avec toutes les églises et écoles, et ne permettra à qui que ce soit, d'y faire des prétentions, ni aux biens ecclésiastiques, fondations et couvents, à savoir : l'abbaye Saint-Étienne, le chapitre de Saint-Thomas, Saint-Marc, Saint-Guillaume, aux Tous-Saints, et tous les autres compris et non compris ; mais les conservera à perpétuité à la ville et à ses habitants.                          | Accordé pour jouir de tout ce qui regarde les biens ecclésiastiques, suivant qu'il est prescrit par le traité de Munster, à la réserve du corps de l'église Notre-Dame, appelée autrement le Dôme, qui sera rendue aux catholiques, Sa Majesté trouvant bon néanmoins qu'ils puissent se servir des cloches de ladite église pour tous les usages ci-devant pratiqués, hors pour sonner leurs prières. |
| 4       | Sa Majesté veut laisser le Magistrat dans le présent état avec tous ses droits et libre élection de leur Collège, nommément celui des Treize, Quinze, Vingt et Un, Grand et Petit Sénat, des Échevins, des Officiers de ville et chancellerie, des couvents ecclésiastiques ; l'Université avec tous leurs docteurs, professeurs et étudiants, en quelque qualité qu'ils soient ; le collège, les tribus et maîtrises, tous comme ils se trouvent, avec la juridiction civile et criminelle.                          | Accordé, à la réserve que, pour les causes qui excèderont mille livres de France en capital, on en pourra appeler au Conseil de Brisach, sans néanmoins que l'appel suspende l'exécution du jugement qui aura été rendu par le Magistrat, s'il n'est pas question de plus de deux mille livres de France.                                                                                              |
| 5       | Sa Majesté accorde aussy à la ville que tous les revenus civils, péages, passages et commerces avec la douanne soient conservés en toute liberté et jouissance, comme elle les a eu jusqu'à présent, avec la libre disposition des magasins de canons, munitions, armes, tout ce qui se trouvent dans l'arsenal qu'aux remparts et maisons de la bourgeoisie ; des magasins des blès, vins, bois, suifs et tous les autres, les glauses (?) comme aussi les (?) documents et papiers de quelque nature qu'ils soient. | Accordé, à la réserve des canons, munitions de guerre et armes des magasins publics qui seront au pouvoir des officiers et (?) et des gardes ; les armes appartenant aux particuliers seront remises dans l'hôtel de ville, dans une salle dont le Magistrat aura la clef. |
| 6       | Toute la bourgeoisie demeurera exempte de toutes contributions et autres paiements ; Sa Majesté laissant à la ville tous les impôts ordinaires et extraordinaires pour sa conservation. | Accordé. |
| 7       | Sa Majesté laissera à la ville et citoyens de Strasbourg la libre jouissance du pont du Rhin, de toutes leurs villes, bourgs, villages, maisons champêtres et terres qui lui appartiennent, et fera la grâce à la ville de lui octroyer des lettres de répit contre ses créanciers, tant dans l'Empire que dehors. | Accordé. |
| 8       | Sa Majesté accorde aussi une amnistie de tout le passé tant au public qu'à tous les privés sans aucune exception, et y fera comprendre le Prince Palatin, le comte de Nassau, le Résident de S. M. Impériale, le Bruderhoff (?) avec les officiers, maisons et appartenances. | Accordé. |
| 9       | Il sera permis à la ville de faire bâtir des casernes pour y loger les troupes qui y seront en garnison. | Accordé. |
| 10      | Les troupes du Roi entreront aujourd'hui, 30 septembre 1681, à 4 heures après-midi. | |
| *       | Fait à Illkirch, ce 30 septembre 1681. Signé : De Louvois ; Joseph de Pont, baron de Monclar ; Jean-Georges de Zellitz, écuyer et préteur ; Dominique de Dietrich ; Johann-Leonhard Fræreisen ; Johann-Philipp Schmid ; Daniel Richshoffer ; Jonas Stœrr ; J. Joachim Frantz ; Christoph Günzer. | — |

## Galerie

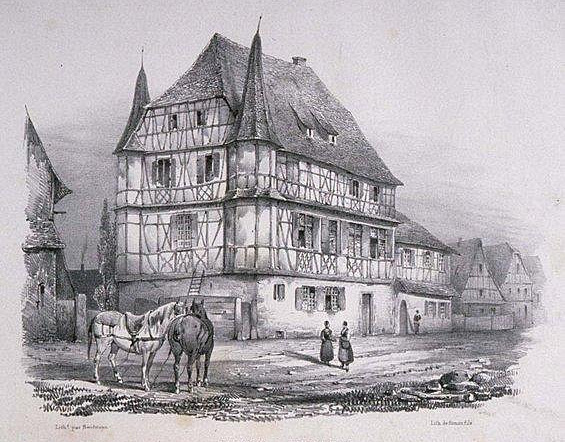
Maison à Illkirch où fut signée la capitulation de Strasbourg en 1681
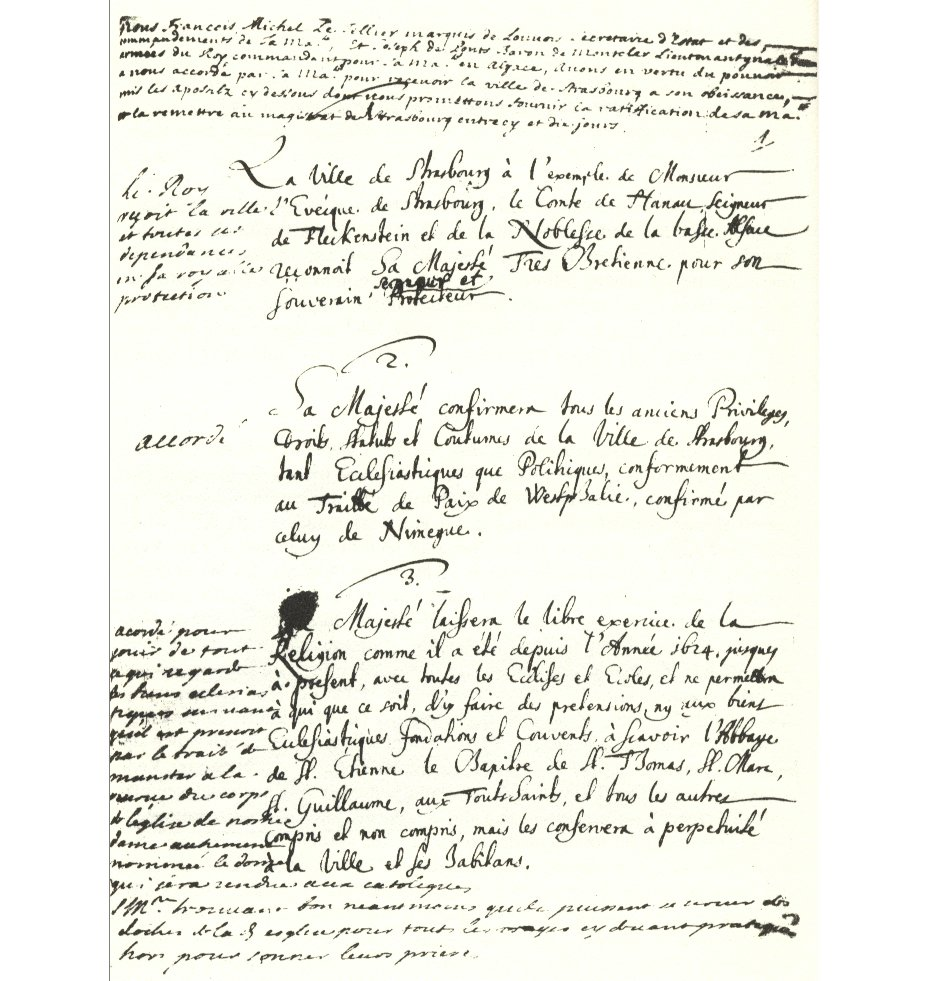
Extrait 1
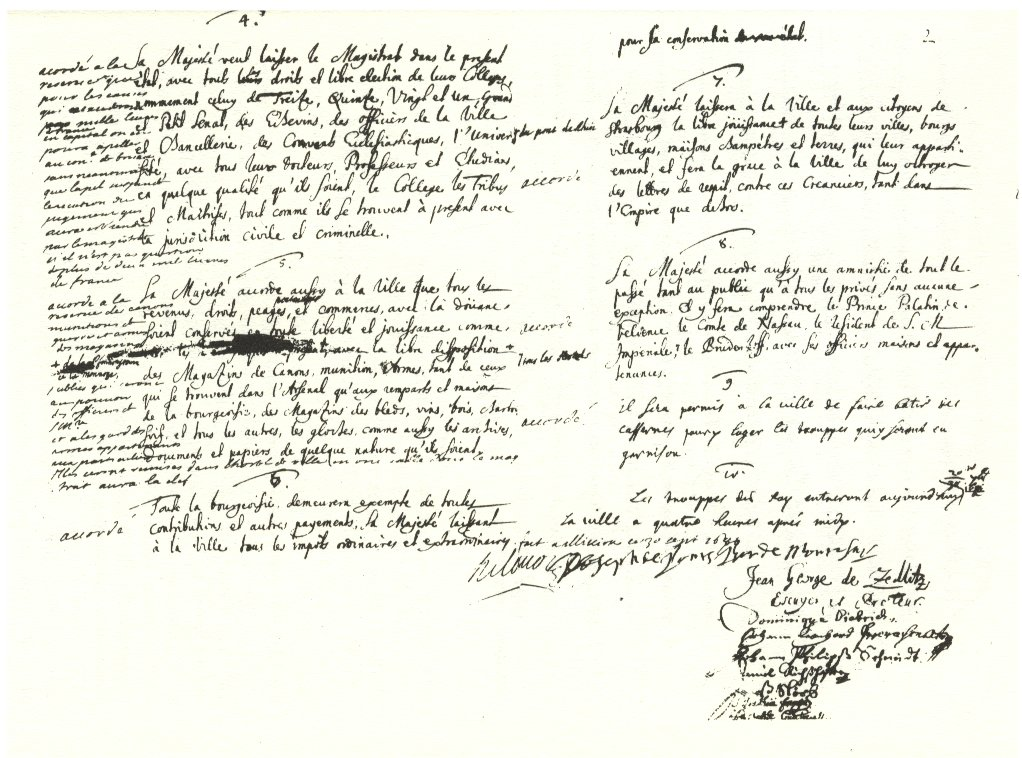
Extrait 2